# Michele Azzola
Michele Azzola (ur. 26 sierpnia 1954 w Gemona del Friuli) – włoski zapaśnik w stylu wolnym. Olimpijczyk z Los Angeles 1984, gdzie zajął ósme miejsce w kategorii 90 kg. Piąty w mistrzostwach Europy w 1984. Złoty medal na igrzyskach śródziemnomorskich w 1983 i srebrny w 1979. Mistrz EOG w 1979 roku.